# Fernando Távora
Fernando Luís Cardoso Meneses de Tavares e Távora (* 25. August 1923 in Porto, Portugal; † 3. September 2005, Matosinhos, Portugal) war ein portugiesischer Architekt und gilt als einer der Begründer der Schule von Porto.

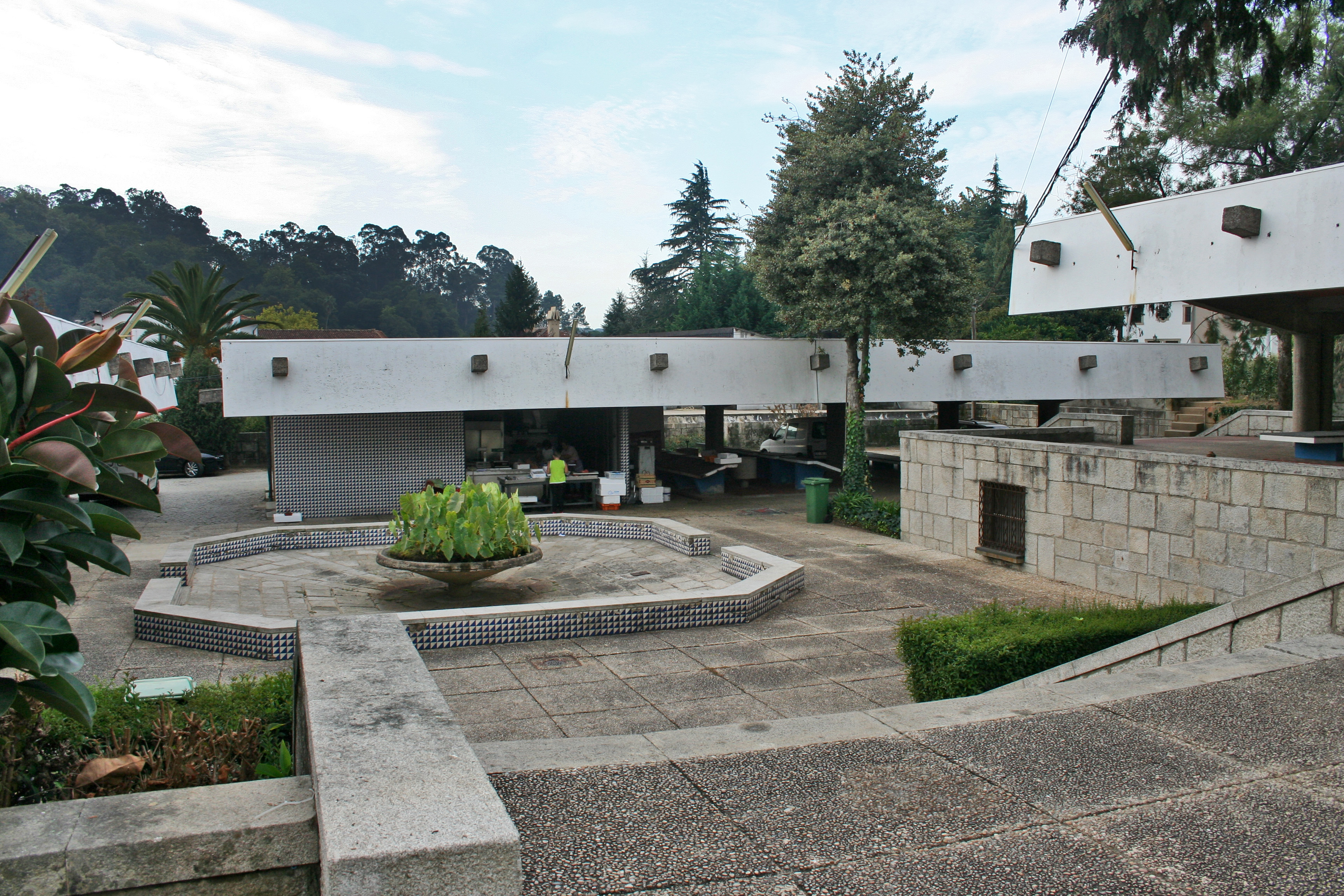
Städtischer Markt in Santa Maria da Feira

## Werdegang
Tavoras Lehrmeister war Carlos João Chambers Ramos. Er lehrte an den Architekturfakultäten in Porto und Coimbra. Távora gilt als der Begründer der Escola do Porto.

## Bauten

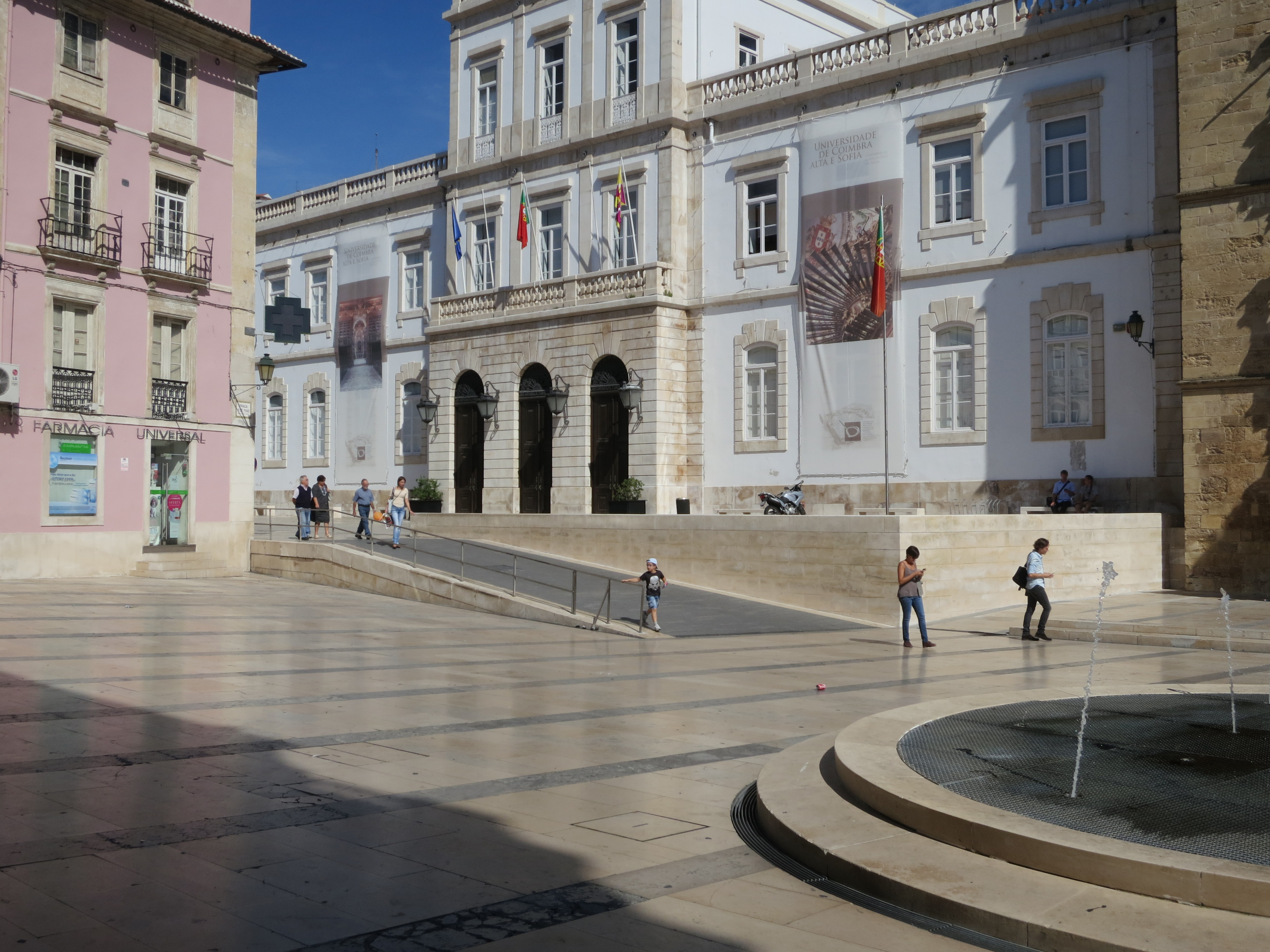
Praça 8 de Maio, Coimbra

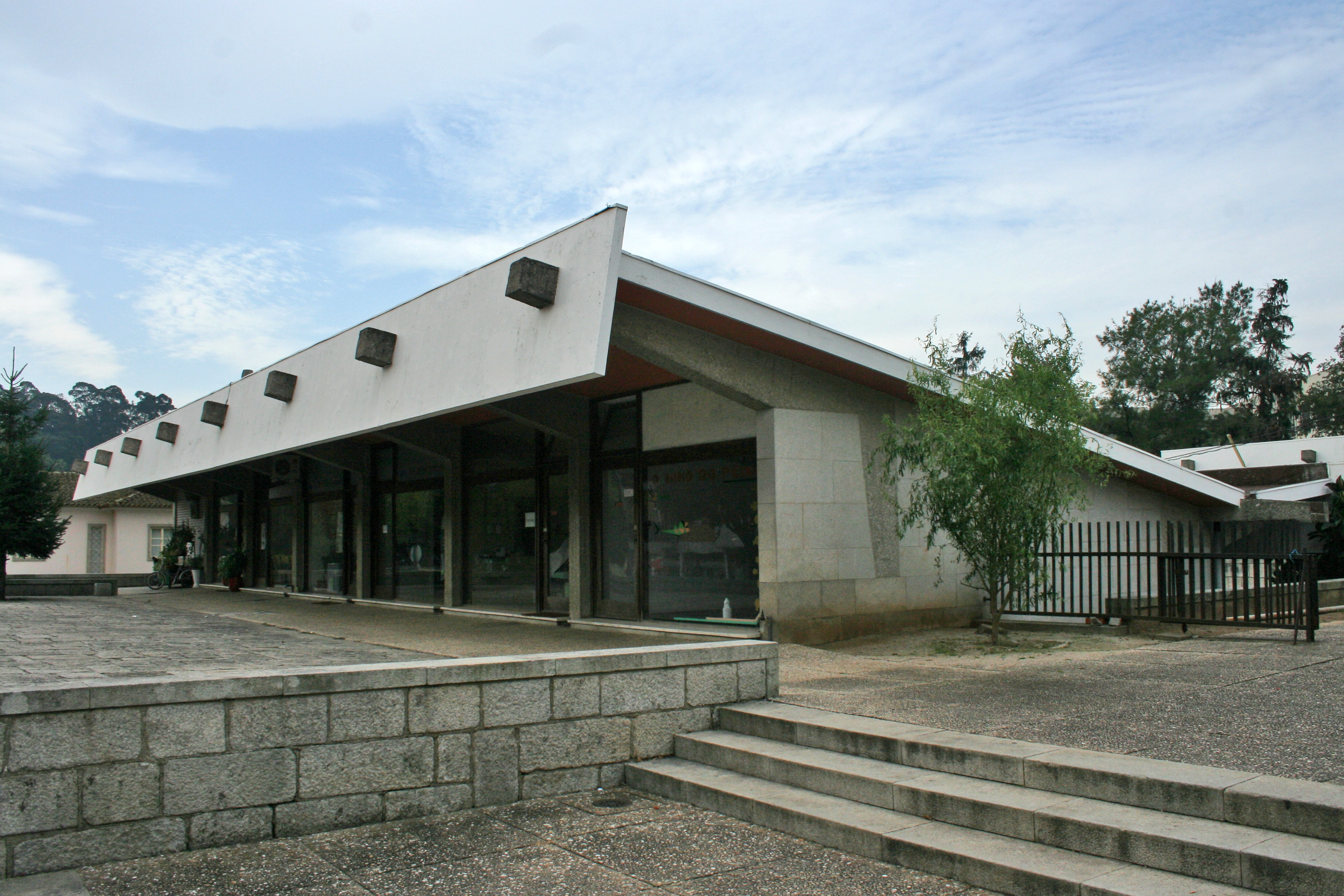
Städtischer Markt in Santa Maria da Feira

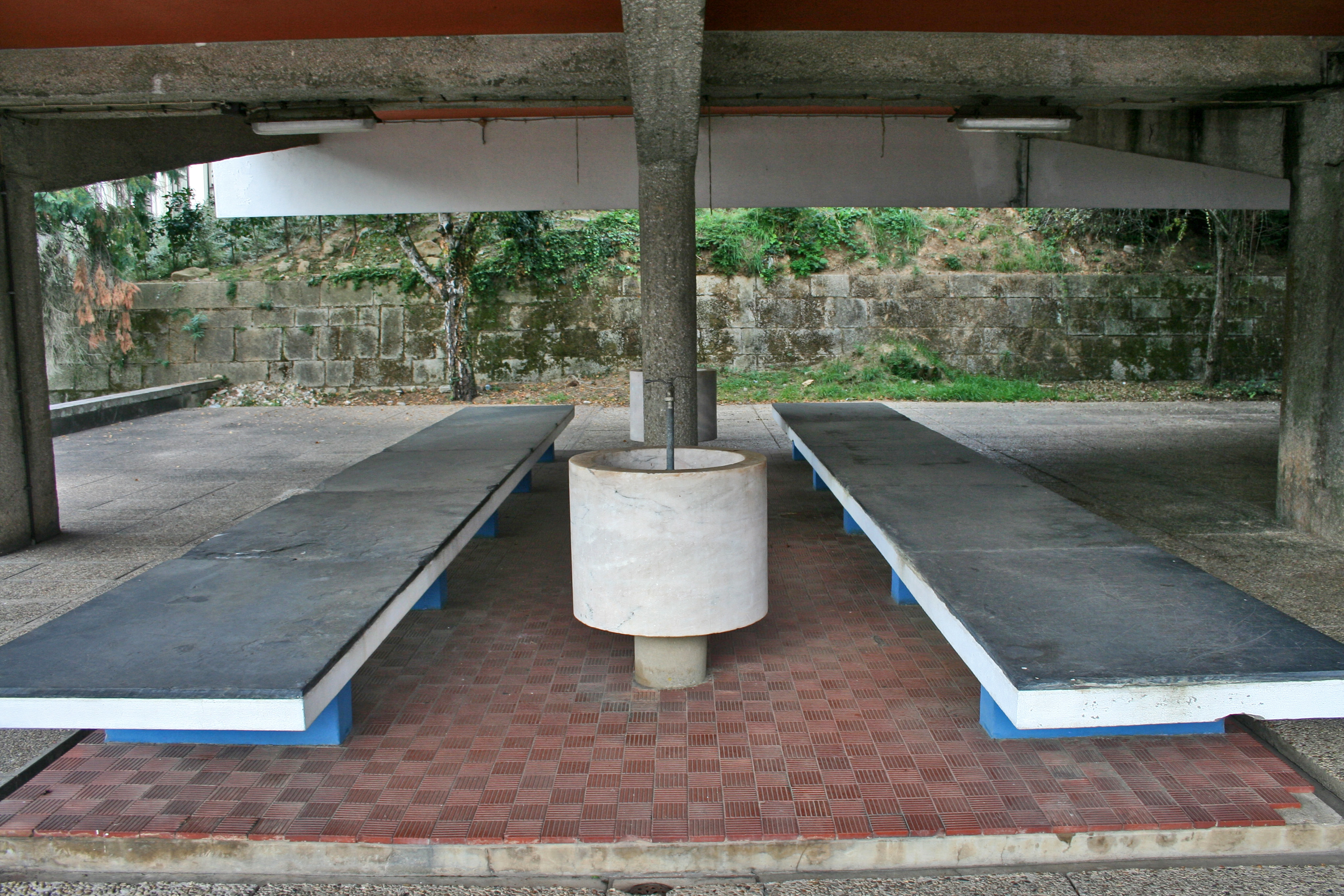
Städtischer Markt in Santa Maria da Feira

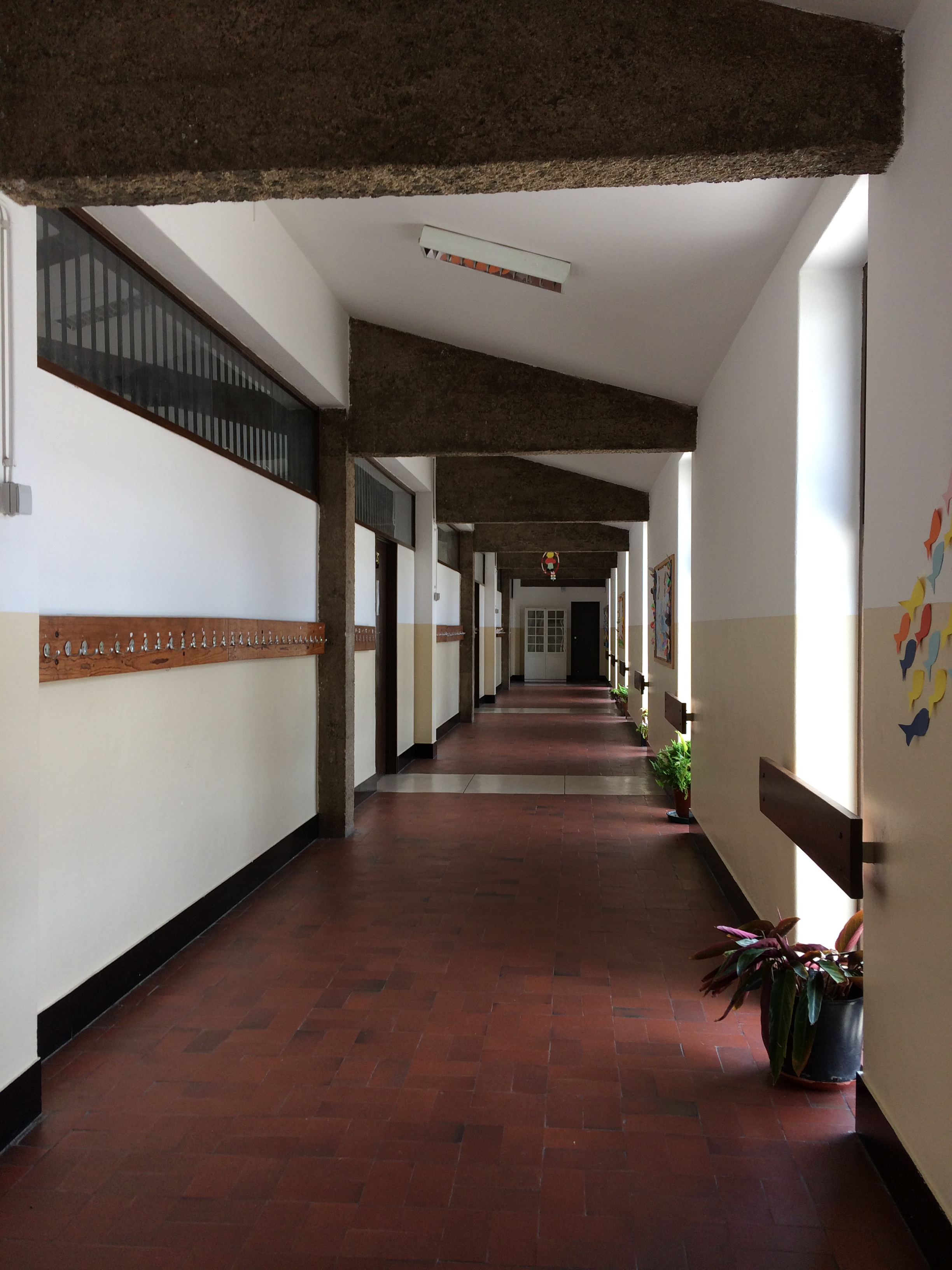
Grundschule Cedro, Korridor

- Grundschule Cedro, Korridor1953–1959: Städtischer Markt Vila da Feira
- 1957–1958: Ferienhaus, Ofir (organischer als vorhergehende Bauten und deutlich beeinflusst von Alvar Aalto)
- 1957–1961: Grundschule Cedro, Vila Nova de Gaia
- 1961–1971: Kloster, Gondomar
- Plan zur Stadterneuerung des Bezirks Barredo Porto
- 1975–1984: Umbau und Erweiterung des Klosters Santa Marinha da Costa Guimarães
- Quinta da Conceição, Porto
- Umbau des Museu Nacional Soares dos Reis, Porto
- Umbau des Palácio do Freixo, Porto

- 1987: Casa da Rua Nova in der historischen Altstadt von Guimarães
- 1991–1995: Großer Hörsaal der Universität Coimbra
- 2000: Torre dos 24 / Casa dos 24, orto
- Neugestaltung von der Praça 8 de Maio, Coimbra

## Auszeichnungen und Preise
- Verleihung der Ehrendoktorwürde durch die Universität Coimbra
- Goldmedaille der Stadt Porto

## Schüler
- Álvaro Siza Vieira